# Heinrich von Wlislocki
Heinrich Adalbert von Wlislocki (Henrik Wlislocki né le 9 juillet 1856 à Kronstadt et mort le 19 février 1907 à Klosdorf près de Kleinkopisch, aujourd'hui Șona) était un linguiste et folkloriste de Transylvanie.

## Biographie
Il est le fils d'un collecteur d'impôts impérial austro-hongrois d'origine polonaise et d'une Saxonne de Transylvanie. Il fréquenta le vénérable Johannes Honterus Gymnasium de Kronstadt, puis l'université récemment fondée de Klausenburg (plus tard l'université François-Joseph) de 1875 à 1879. En 1879, il obtint son doctorat avec une thèse sur la poésie eddique, Hapax Legomena im Atlamál, qui fut publiée dans Acta Comparationis Litterarum Universarum, une revue éditée par ses conseillers académiques, Hugo Meltzl (en) et Sámuel Brassai.
Dans son domaine d'intérêt particulier, la tsiganologie (de), il a mené des activités intensives de collecte littéraire ainsi que des études de terrain auprès des Tsiganes errants de Transylvanie. Il est devenu membre d'un de leurs clans et a été temporairement marié à une d'entre elles. En tant que chercheur, il a acquis une excellente réputation, à tel point qu'en 1889, Charles Godfrey Leland, par exemple, l'a décrit comme étant probablement le chercheur le plus familier avec la vie et la langue des Tsiganes.
De 1896 à 1898, il travaille sur L'Histoire du monde de Hans Ferdinand Helmolt (de). Au cours de ses dernières années, à partir de 1899, il souffrit de maladie mentale et vécut sous la garde de sa femme, une enseignante hongroise à Klosdorf près de Kleinkopisch.
Wlislocki a publié de nombreux essais dans des périodiques, entre autres dans l'Ungarischen Revue (Revue hongroise), le Zeitschrift für vergleichende Literaturgeschichte, le Journal of the Gypsy Lore Society, le Zeitschrift für deutsche Philologie et le Zeitschrift der Deutschen Morgenländischen Gesellschaft (de). Il a également travaillé comme traducteur, traduisant Sandor Petőfi en islandais et János Vajda et « K. Szász » (par Helmolt, probablement Károly Szász, 1829-1905) en allemand.
En 2001, le Département de Romologie de l'Université de Pécs a créé le Collège d'étudiants roms Wlislocki Henrik, nommé d'après Wlislocki.

## Travaux

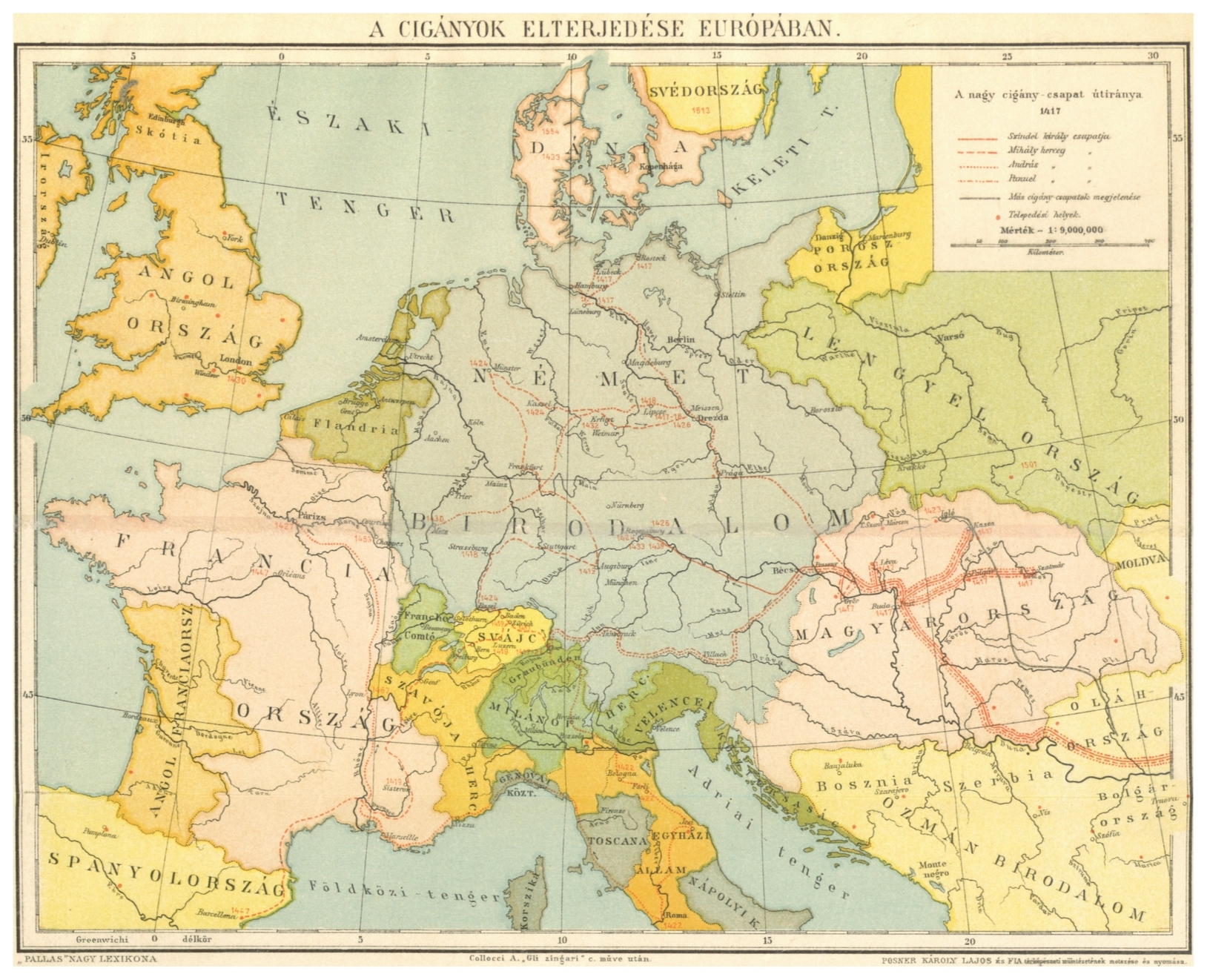
Chemins de propagation des Sinté et des Roms en Europe, avec indication de la première mention, 1894

- Haideblüten. Volkslieder der transsilvanischen Zigeuner (Fleurs de bruyère. Chansons folkloriques des Tsiganes de Transylvanie), Friedrich, Leipzig 1880

- Die Sprache der transsilvanischen Zigeuner. Grammatik, Wörterbuch (La langue des Tsiganes de Transylvanie. Grammaire, dictionnaire), Friedrich, Leipzig 1884

- Märchen und Sagen der Transsilvanischen Zigeuner (Contes et légendes des Tsiganes de Transylvanie), Nicolai, Berlin 1886

- Zauber- und Besprechungs-Formeln der transsilvanischen und südungarischen Zigeuner (= Publicationen der ethnologischen Mitteilungen aus Ungarn, 2) (Formules magiques et de discussion des Tsiganes de Transylvanie et du sud de la Hongrie (= Publications des rapports ethnologiques de Hongrie, 2), auto-édité, Budapest 1887

- Zur Volkskunde der transsilvanischen Zigeuner (= Sammlung gemeinverständlicher wissenschaftlicher Vorträge, Neue Folge, 36 = Serie 2 (Sur le folklore des Tsiganes de Transylvanie (= Recueil de conférences scientifiques sur le sens commun, nouvelle série, 36 = Série 2), Richter, Hambourg 1887

- Sitte und Brauch der Siebenbürger Sachsen. Doktor Johannes Conrad Brunner (= Sammlung gemeinverständlicher wissenschaftlicher Vorträge, Neue Folge, 63) (Coutumes et traditions des Saxons de Transylvanie. Docteur Johannes Conrad Brunner (= Recueil de conférences scientifiques pour le grand public, nouvelle série, 63)), Hambourg 1888 (lire en ligne).

- Aus dem Leben der Siebenbürger Rumänen (= Sammlung gemeinverständlicher wissenschaftlicher Vorträge, Neue Folge, 87 = Serie 4) (De la vie des Roumains de Transylvanie (= Recueil de conférences scientifiques pour le grand public, Nouvelle Série, 87 = Série 4)), Hambourg 1889

- Volksdichtungen der siebenbürgischen und südungarischen Zigeuner, (Poèmes populaires des Tsiganes de Transylvanie et du sud de la Hongrie), Graeser, Vienne 1890

- Vom wandernden Zigeunervolke. Bilder aus dem Leben der Siebenbürger Zigeuner. Geschichtliches, Ethnologisches, Sprache und Poesie (Du peuple gitan errant. Images de la vie des gitans de Transylvanie. Histoire, ethnologie, langue et poésie), Richter, Hambourg 1890

- Die Szekler und Ungarn in Siebenbürgen (= Sammlung gemeinverständlicher wissenschaftlicher Vorträge, Neue Folge, 137 = Serie 6) (Les Sicules et les Hongrois en Transylvanie (= Recueil de conférences scientifiques pour le grand public, Nouvelle série, 137 = Série 6)), Hambourg 1891 (lire en ligne)

- Märchen und Sagen der Bukowinaer und Siebenbürger Armenier (Contes et légendes des Arméniens de Bucovine et de Transylvanie), Hambourg 1891

- Volksglaube und religiöser Brauch der Zigeuner (= Darstellungen aus dem Gebiete der nichtchristlichen Religionsgeschichte, 4) (Croyances populaires et coutumes religieuses des Tsiganes (= Représentations du domaine de l'histoire religieuse non chrétienne, 4)), Aschendorff, Münster i. W. 1891 (lire en ligne)

- Aus dem inneren Leben der Zigeuner (De la vie intérieure des Tsiganes), Felber, Berlin 1892

- Volksglaube und Volksbrauch der Siebenbürger Sachsen (Croyances et coutumes populaires des Saxons de Transylvanie), Felber, Berlin 1893

- Aus dem Volksleben der Magyaren. Ethnologische Mitteilungen (De la vie populaire des Magyars. Rapports ethnologiques), Huttler, Munich 1893

- Volksglaube und religiöser Brauch der Magyaren (= Darstellungen aus dem Gebiete der nichtchristlichen Religionsgeschichte, 8) (Croyances populaires et coutumes religieuses des Magyars (= Représentations du domaine de l'histoire religieuse non chrétienne, 8)), Aschendorff, Münster i. W. 1893 en ligne

- Zur Ethnographie der Zigeuner in Südosteuropa. Ttsiganologische Aufsätze und Briefe aus dem Zeitraum 1880–1905 (= Studien zur Tsiganologie und Folkloristik, 12) (Sur l'ethnographie des Tsiganes en Europe du Sud-Est. Essais et lettres tziganologiques de la période 1880–1905 (= Études de tziganologie et de folkloristique, 12)), édité par Joachim S. Hohmann, Lang, Frankfurt am Main et al. 1994